# 小紅姬緣蝽
小紅姬緣蝽（學名：Leptocoris augur），又名小紅姬緣椿象，俗稱倒地鈴椿象，為姬緣蝽科紅姬緣蝽屬下的一種椿象。本種亦被稱為紅姬緣椿象，須注意勿與大紅姬緣蝽混淆。

## 描述
小紅姬緣蝽成蟲體長約13-16公釐，體色為橙色，複眼為橙紅色，觸角和足為黑色。成蟲分為長翅型及短翅型：長翅型的前翅為橙色，膜質的後翅為黑色；短翅型的前翅甚短，末端有一倒V字形黑斑。觸角分為4節，口器亦分為4節，為刺吸式口器，可刺穿堅硬的植物表皮或種皮吸食汁液。步足跗節3節。
小紅姬緣蝽在台灣分布於平地至低海拔山區，以南部較多見，全年皆有發生。主要以倒地鈴之樹液及種子汁液為食，亦會取食台灣欒樹等其他無患子科植物，有時也會吸食死亡同伴的體液。具有聚集成群的習性。小紅姬緣蝽和倒地鈴間為互利共生關係，其取食行為並不會危及植株生長，且有研究指出經小紅姬緣蝽吸食過的倒地鈴種子發芽率會顯著提升。